# Petar Mijović
Petar Mijović (in serbo Петар Мијовић?; Antivari, 23 febbraio 1982) è un allenatore di pallacanestro montenegrino.

## Palmarès
- Campionato montenegrino: 1

Budućnost: 2018-2019
- Coppa del Montenegro: 1

Budućnost: 2020